# (2366) Aaryn
(2366) Aaryn ist ein Asteroid, der am 10. Januar 1981 von Norman G. Thomas an der Anderson Mesa Station in Arizona entdeckt wurde.
Der Asteroid wurde nach Aaryn G. Baltutis benannt, einem Enkel des Entdeckers.